# Éditions Lug
Éditions Lug è una casa editrice francese fondata a Lione nel 1950 da Marcel Navarro e da Auguste Vistel attiva nel campo dei fumetti fino al 1994.

## Storia

### Anni cinquanta e sessanta
La case editrice venne fondata dallo scrittore Marcel Navarro insieme ad Auguste Vistel a Lione e la chiamarono "Editions Lug" dal nome latino della città chiamata dai romani Lugdunum. Fra le prime pubblicazioni ci furono ristampe di fumetti di produzione francese e italiana; Navarro poi ideò una serie di personaggi dei quali affidò la realizzazione delle storie a fumetti a studi francesi e italiani. Fra i personaggi di questo primo periodo ebbero particolare successo Zembla (un tarzanide ispirato ad Akim che in quel periodo era pubblicato anche in Francia da un concorrente della Lug) protagonista di una omonima serie a fumetti scritta da Cesare Sorlini e disegnata da Franco Oneta che venne pubblicato su una omonima rivista dal 1963 fino agli anni ottanta. Altre serie di genere supereroistico e fantascientifico pubblicate negli anni sessanta furono Rakar, Dick Demon, Silver Shadow, Bathy-09, Max Tornado, Stormalong, Drago, Morgane, Tanka, The Sea King, Dark Flyer, Gun Gallon.

### Anni settanta
Su suggerimento della figlia di Vistel che era stata a New York, nel 1969 vennero pubblicate alcune serie della Marvel Comics (Fantastici Quattro, Spider-Man e Silver Surfer) sulla rivista Fantask; Navarro, su ispirazioni di queste, ne creò poi di proprie. Sempre nel 1969 esordì su una omonima testata la serie Wampus, ideata e realizzata da Franco Frescura e Luciano Bernasconi; purtroppo, a causa di problemi con la censura, entrambe le testate vennero interrotte dopo solo sei numeri. L'anno successivo, Navarro decise di rilanciare le serie della Marvel su due nuove riviste, Strange e Marvel. Anche Marvel dovette chiudere a causa di problemi con la censura; invece Strange si rivelò un successo che cimentò in Francia la popolarità dei supereroi Marvel. Seguirono poi altre testate come Nova, Spidey e altre. Contemporaneamente Navarro ideò nuovi personaggi che venivano affidati a disegnatori francesi e italiani. Nel 1972 esordì la rivista Futura sulla quale vennero pubblicate serie come Jaleb the Telepath, Homicron, The Time Brigade, Jeff Sullivan, Larry Cannon, The Other, Sibilla. Nel 1974 esordì una nuova rivista, Waki, incentrata sulle storie di un omonimo personaggio realizzate da Franco Frescura e Luciano Bernasconi. Nel 1975 esordirono poi le serie Kabur , con un personaggio ispirato a Conan il barbaro, e The Bronze Gladiator, entrambe realizzate da Legrand e Bernasconi.

### Anni ottanta e novanta
Nel 1980 venne rilanciata la rivista Mustang, precedentemente una pubblicazione a tema western, con diverse serie di supereroi; vennero pubblicate anche altre riviste, sempre di genere supereroistico come Phenix, Starlock, Kit Kappa, Saint-Germain, Bob Lance, Jaydee, Motoman, Qube, Mozam o Lucifero, con i disegni autori come Danilo Grossi, Franco Oneta e Raffaele Paparella. Navarro aveva ideato un intero universo immaginario originale con diversi personaggi che vennero poi concessi in licenza ad altri editori in Spagna e in Italia dove vennero pubblicati con successo. Tuttavia, a metà degli anni ottanta, dopo la morte di Vistel, Navarro decise di ritirarsi e, nel 1993, la Lug venne venduta al gruppo editoriale scandinavo Semic; la produzione di nuove storie venne interrotta e venne proseguita solo la pubblicazione di ristampe e di produzioni straniere. Nel 1994 la Lug venne fusa nel gruppo Semic.